# لنز کانن ئی‌اف ۱۲۰۰میلی‌متر

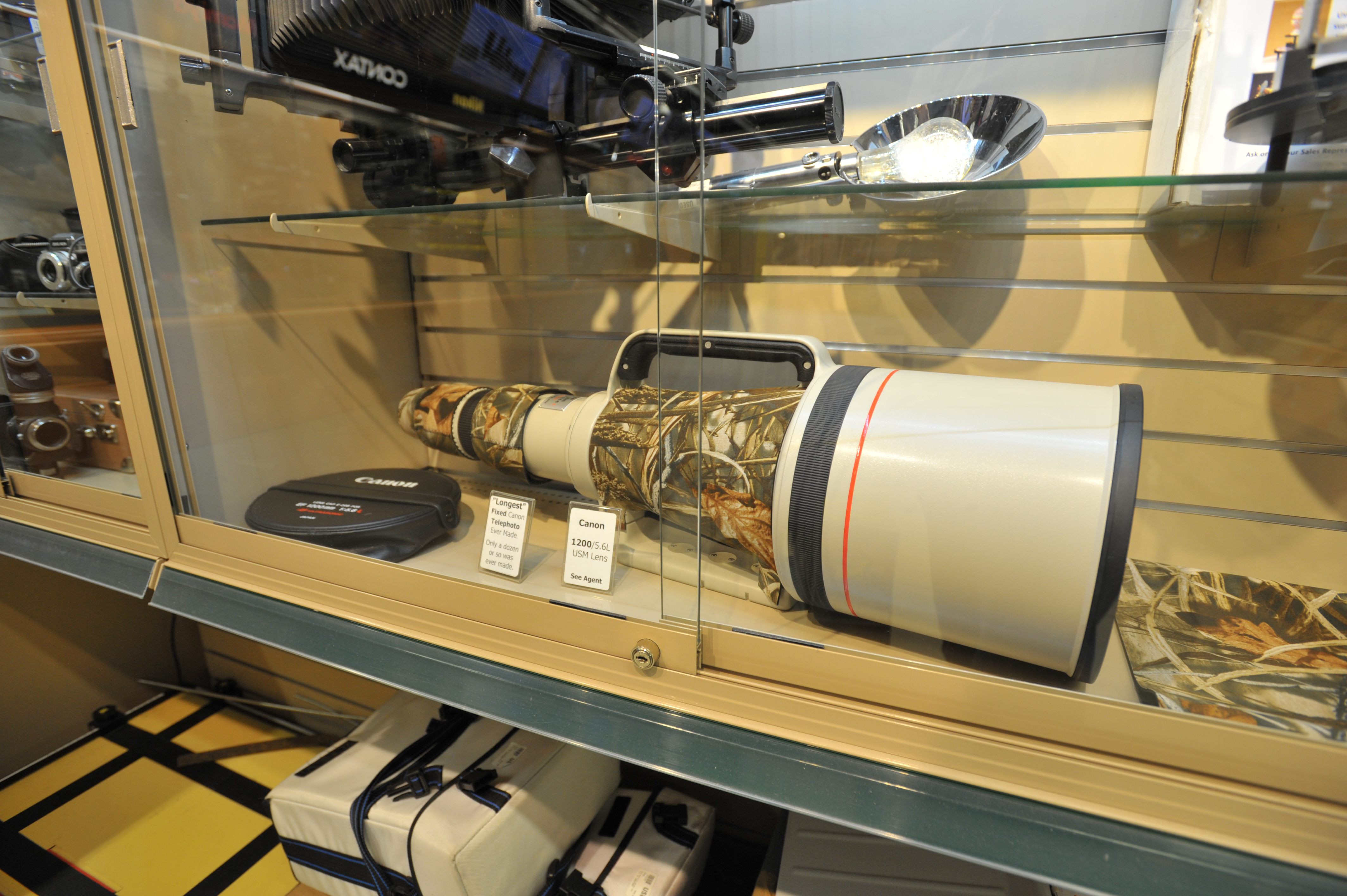
Canon EF 1200mm f/5.6 L

لنز کانن ئی‌اف ۱۲۰۰میلی‌متر (به انگلیسی: Canon EF 1200mm lens) نام لنز دوربین عکاسی از نوع ثابت است که توسط شرکت کانن تولید می‌شود. فاصلهٔ کانونی این لنز ۱۲۰۰ میلی‌متر، دیافراگم آن دارای ۹ تیغه و ضریب اف آن اف ۵٫۶ تا اف ۳۲ است. این لنز در ۱ ژوئیه ۱۹۹۳ میلادی تولید و عرضه شده‌است.